# Giro di Toscana 1938
Il Giro di Toscana 1938, quattordicesima edizione della corsa, si svolse il 10 aprile 1938 su un percorso di 307 km con partenza e arrivo a Firenze. Fu vinto dall'italiano Mario Vicini, che completò il percorso in 10h05'00" precedendo per distacco i connazionali Learco Guerra e Ruggero Balli. Conclusero la prova, organizzata dai quotidiani fiorentini La Nazione e Il Nuovo Giornale, 19 dei 99 ciclisti al via.

## Percorso
Il percorso della prova era prettamente per scalatori. Dopo il via da Peretola a Firenze, nella prima parte attraversò nell'ordine Prato, Pistoia, Serravalle Pistoiese, Monsummano Terme (km 42,8), Fucecchio, Santa Croce sull'Arno, Pontedera (km 78), Palaia (215 m s.l.m.), San Miniato (km 115,7), Ponte a Elsa, Castelfiorentino (km 133), Certaldo, Poggibonsi, Colle di Val d'Elsa (km 162,5), giungendo quindi a Siena (338 m s.l.m.) dopo 185,1 km. Dalla città del Palio ebbero inizio le principali asperità di giornata: il percorso transitò per Ponte a Bozzone, Gaiole in Chianti, il bivio per Coltibuono (608 m s.l.m.), Montevarchi (km 226), San Giovanni, Figline e Incisa Valdarno (km 245,3), Reggello, Saltino (962 m s.l.m., al termine della principale salita di giornata), Vallombrosa, Borselli, Diacceto, Pontassieve e Le Sieci. L'arrivo fu allo Stadio Giovanni Berta a Firenze dopo 307 km di gara.

## Ordine d'arrivo (Top 10)
| Pos. | Corridore         | Squadra | Tempo     |
| ---- | ----------------- | ------- | --------- |
| 1    | Mario Vicini      | Lygie   | 10h05'00" |
| 2    | Learco Guerra     | Legnano | a 11'22"  |
| 3    | Ruggero Balli     | Bianchi | s.t.      |
| 4    | Cesare Del Cancia | Ganna   | a 12'56"  |
| 5    | Enrico Mollo      | Fréjus  | a 18'00"  |
| 6    | Gino Bartali      | Legnano | a 18'20"  |
| 7    | Francesco Camusso | Gloria  | a 20'15"  |
| 8    | Luigi Macchi      | Gloria  | a 24'25"  |
| 9    | Secondo Magni     | Legnano | s.t.      |
| 10   | Ezio Cecchi       | Gloria  | s.t.      |